# Arme sans recul
 (juillet 2025).
Si vous disposez d'ouvrages ou d'articles de référence ou si vous connaissez des sites web de qualité traitant du thème abordé ici, merci de compléter l'article en donnant les références utiles à sa vérifiabilité et en les liant à la section « Notes et références ».

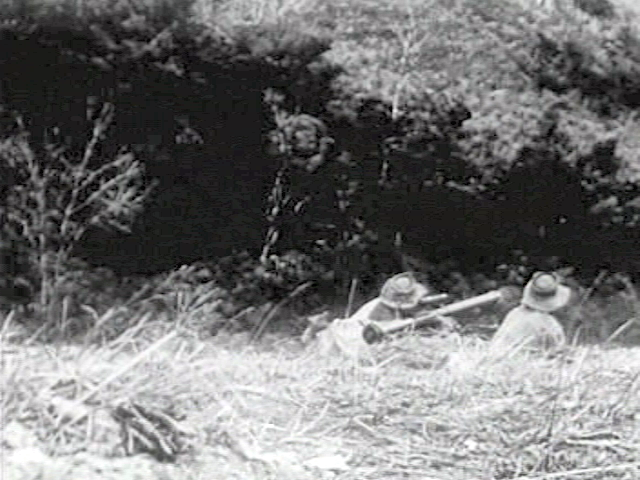
Soldats français utilisant un canon sans recul M18 de 57 mm contre de l'artillerie Viet Minh pendant la guerre d'Indochine (1953).

Une arme sans recul est une arme individuelle ou montée sur des véhicules légers dont le fonctionnement repose sur le principe de deux canons tirant en sens opposés, le recul du tir étant compensé par l'éjection des gaz de la charge à l’arrière du fût. Le projectile n'est donc propulsé que par le coup initial (comme dans un canon classique) et pas pendant son vol comme celui d'un lance-roquettes ou missile antichar qui disposent d'un moteur-fusée, et ne sont donc pas considérés comme des armes sans recul. Parmi ces derniers, certains (par exemple le RPG-7 et le SPG-9) utilisent un effet sans recul comme propulsion initiale pour contourner le problème du lancement chaud puis après environ 10 m le moteur-fusée démarre : comme la propulsion principale (celle qui permet de toucher la cible) est la roquette, ils ne sont pas non plus classés comme armes sans recul.
Les armes sans recul vont donc du lance-grenades jetable au canon lourd. Si au départ c'est l'antichar qui a prévalu, ce sont maintenant les armes anti-retranchement qui restent en service.

## Historique

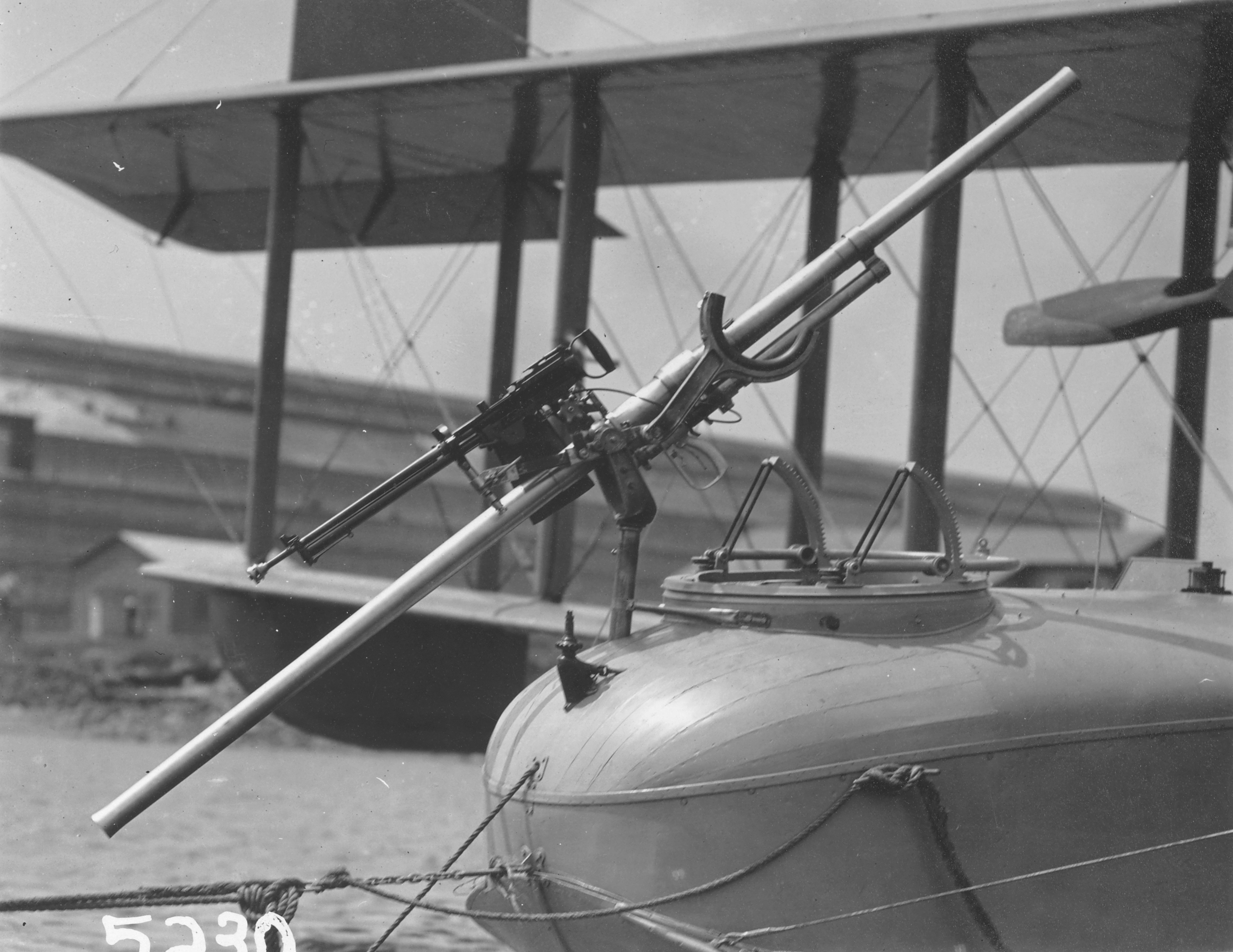
Davis gun (avec une mitrailleuse en plus au-dessus). On distingue très bien les deux canons.

Les premiers canons sans recul ont été imaginés avant la première guerre mondiale mais ils ont significativement été employés lors de la Seconde Guerre mondiale. Initialement développés par l'URSS, c'est l'Allemagne nazie qui en déploya le plus grand nombre avec le Panzerfaust alors que les Alliés occidentaux ont commencé à les utiliser à la fin du conflit.
Ils ont été massivement produits et déployés dans les années 1950 et 1960 en tant qu'arme antichar puis sont tombés dans une relative désuétude face au développement des lance-roquettes et missiles modernes.
Ils sont par contre restés utilisés dans les arsenaux des pays peu développés et sont employés dans leurs conflits.
Les grandes puissances ont néanmoins continué à les utiliser pour détruire des retranchements ou en combat urbain pour ouvrir des brèches dans les murs comme le Carl Gustav. Avec les guerres asymétriques des années 2000-2010, l'armée américaine a fait un usage modéré de telles armes en Afghanistan, essentiellement sur des positions défensives. La simplicité de ces armes et leur coût réduit permet en effet de les déployer rapidement et en grand nombre.

## Comparaisons
Une arme sans recul consiste au départ à monter dos-à-dos deux canons, dont l'un tire un projectile vers l'ennemi, l'autre un élément de même masse (au départ de la graisse) vers l'arrière. Par la suite, le système est amélioré et c'est la douille désintégrée, et surtout l’éjection d’une partie des gaz, qui compense le recul (pas forcément en totalité d'ailleurs).
Un canon classique doit au contraire résister au recul au départ du coup avec un dispositif plus ou moins complexe, et lourd, voire à partir d’un calibre de 20 mm par un système mobile d'amortissement du recul lourd et complexe, donc coûteux.

### Avantages
Le faible recul, voire son absence permettent une utilisation individuelle ou le montage sur des véhicules légers (pas trop tout de même : le Desert Patrol Vehicle s'est parfois retrouvé roues en l'air après un tir).
Le poids très limité permet aussi d'en faire des armes individuelles et des armes collectives facilement aérotransportables permettant une mise à disposition des parachutistes.
Le coût très faible autorise un déploiement massif.

### Limites

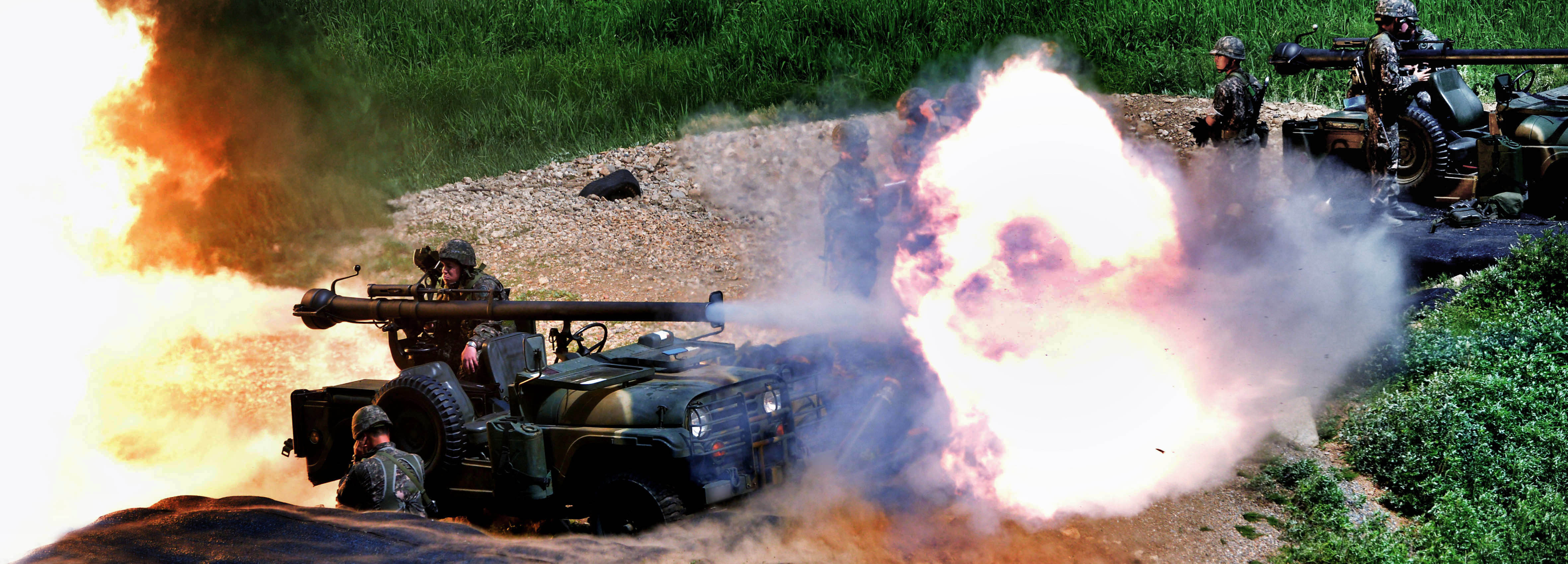
Le souffle généré par l'expulsion de ce canon sans recul M40 de l’armée sud-coréenne est dangereux dans un cône de plus de 30 mètres derrière le lanceur.

Une partie de l'énergie étant perdue avec les gaz éjectés, la vitesse est assez faible ce qui gêne son usage sur une cible mobile (typiquement un blindé) au niveau de la précision et de la pénétration. La charge creuse, dont la pénétration est très peu dépendante de la vitesse d’impact, élimine ce dernier inconvénient.
Pour les mêmes raisons, la portée est limitée.
L’éjection des gaz à l’arrière empêchent un usage en milieu confiné. On peut y remédier partiellement par exemple avec une poche d'eau comme dans certaines versions de l'AT4.

### Alternatives
Le canon antichar avait pour lui la portée et la vitesse du projectile mais son poids et son coût en font une arme collective d'emploi moins souple qui n'est pas directement en concurrence.
Le lance-roquettes est assez comparable mais plus coûteux (problème du lancement chaud), généralement moins précis, et moins discret (traînée de fumée) et ne l'a pas totalement remplacé en tant qu'arme individuelle.
Le lance-missiles, tirant des projectiles guidés, pourrait techniquement le remplacer mais son coût ne le permet pas (par contre c'est le canon antichar qu'il a remplacé avantageusement à partir des années 1950).

## Modèles

### Tir à l'épaule possible (à la hanche pour le Panzerfaust)

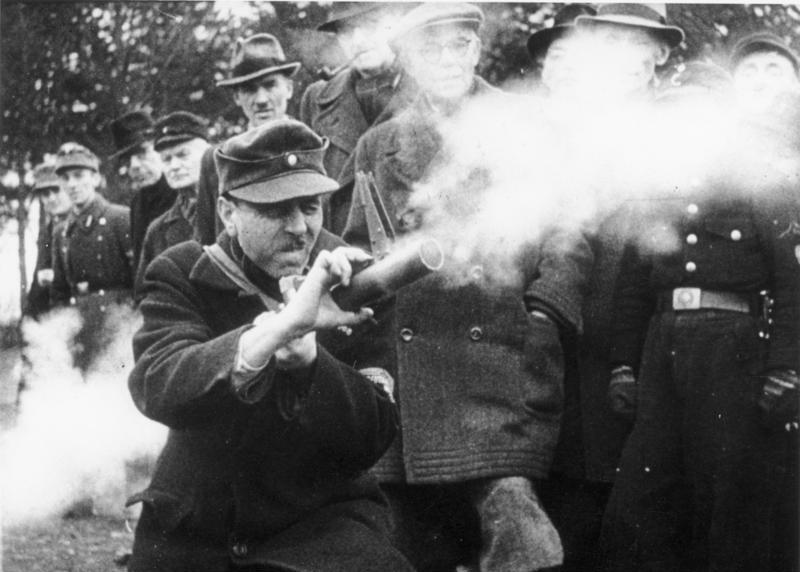
Entrainement de Volkssturm au Panzerfaust en 1945. On voit bien la position de tir en cloche.

- Pansarvärnsgevär fm/42 (en) suédois, 1942, 20 mm : sans charge creuse donc s'apparente à un fusil antichar. Rapidement dépassé pour cette raison mais sert de base au Carl Gustav.
- Panzerfaust allemand, 1943, 100 à 149 mm (projectile) : le premier largement utilisé (plus de 6 millions d'unités produites) et le premier jetable. Tir atypique depuis la hanche et non l'épaule en raison du tir en cloche. Ses successeurs directs (PzF 44 (en) et Panzerfaust 3) sont des lance-roquettes mais les Allemands ont recommencé à produire des armes sans recul avec le Armbrust.
- Type 5 45 mm japonais, 1944, 45 mm : jamais mis en service. Son calibre est faible, la portée était limitée à 30 m.
- Ordnance, RCL, 3.45 in (en) britannique, 1945, 88 mm. Jamais mis en service en raison de fragilités mais base de développement des BAT.
- Canon sans recul M18 (en) américain, 1945, 57 mm : plus efficace en tant qu'artillerie de poche qu'en tant qu'arme antichar.
- Fliegerfaust allemand, 1945, 5 à 9 tubes de 20 mm : tentative anti-aérienne vouée à l'échec en raison de la faible portée et vitesse. Testé en combat urbain sans que l'on sache les résultats.
- Ordnance, RCL, 3.45 in (en) britannique, 1945, 88 mm. Apparu trop tard pour participer à la Seconde Guerre mondiale, lourd.
- Carl Gustav suédois, 1948, 84 mm : encore largement en service en 2015 dans ses versions modernisées.
- RPG-2 soviétique, 1949, 82 mm (projectile) : inspiré du Panzerfaust, il donnera le célèbre RPG-7 qui est lui essentiellement un lance-roquettes.
- 55 S 55 (en) finnois, 1955, 88 mm. Inspiré du RPG-2.
- Canon sans recul M67 américain, début des années 1960, 90 mm : encore en service en petit nombre.
- Canons sans recul Type 65 et 78 (en), chinois, 1965, 82 mm. Le premier de conception chinoise, après des copies de modèles américains.
- Miniman (en) suédois, 1968, 74 mm : sert de base à l'AT4.
- Armbrust allemand, 1980, 67 mm : sert de base au MATADOR.
- AT4 suédois, 1987, 84 mm : développement du Miniman. Encore largement en service en 2015.
- RPO-A Shmel, Z et D soviétique/russe, 1988, 93 mm : usage des lance-flammes avec uniquement des munitions termobariques (A), incendiaires (Z) et fumigènes (D). Ses prédécesseur et successeur (RPO-M Shmel-M) sont des lance-roquettes.
- MATADOR singapourien (en collaboration avec Israël et l'Allemagne), 2000, 90 mm. Version plus puissante de l'Armbrust.
- DZJ-08 (en) Chine, 2008 80 mm.
- ALAC (pt) Brésil, 2014, 84 mm. Prochde de l'AT4. Une de ses munitions est termobarique.

### Armes nécessitant un support
Ces armes lourdes ont été supplantées par les missiles dans les années 1950-1960.

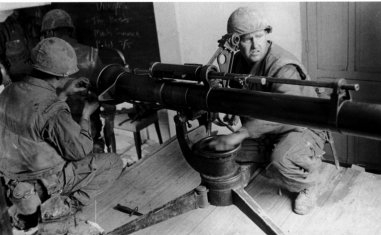
Marines tirant au M40 à Hué en 1968.

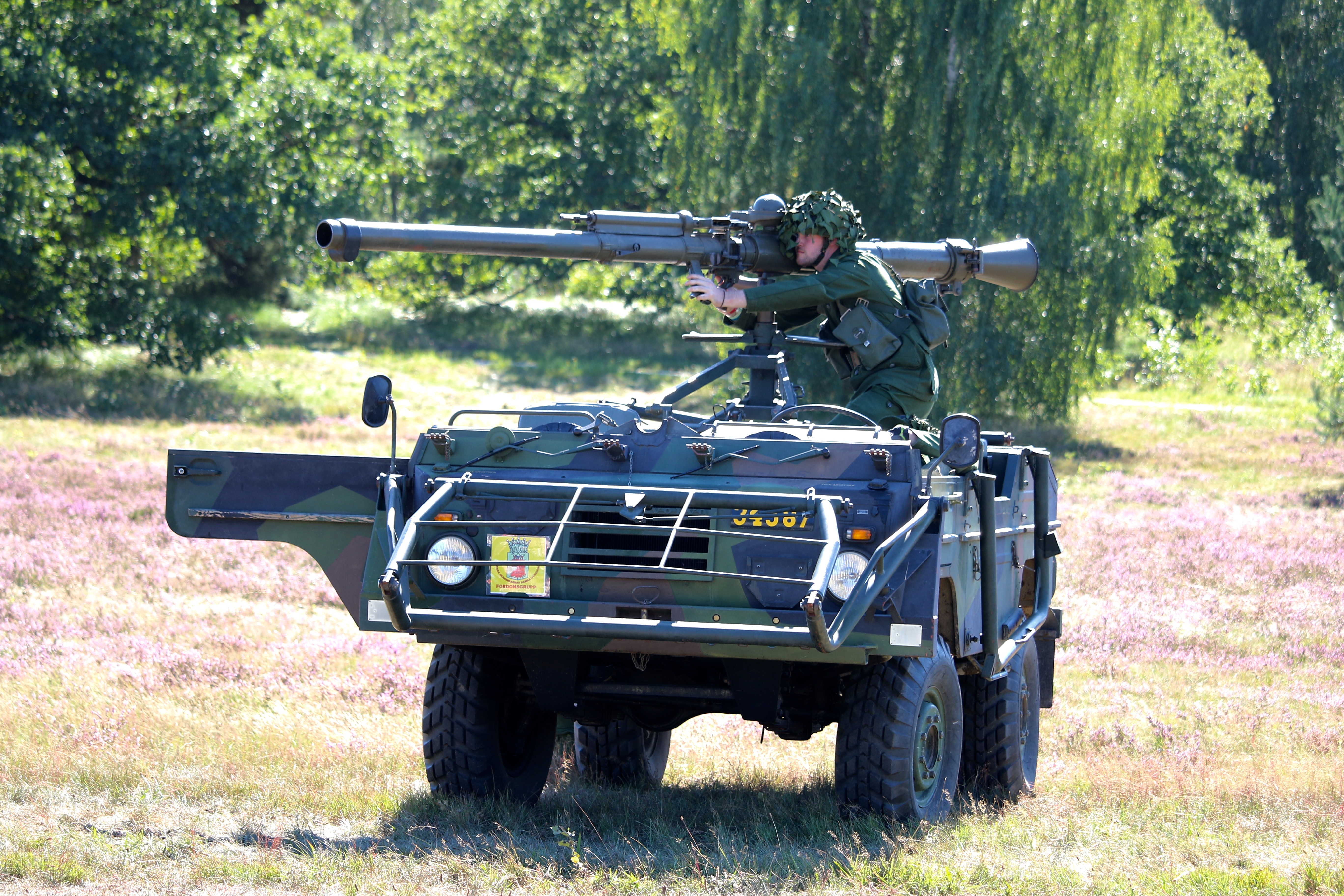
Canon sans recul Pansarvärnspjäs 1110 de 90 mm suédois, entré en service en 1959, a bord d'un Volvo C303. On le retrouve au combat en 2022 en Ukraine.

- 7,5-cm LeichtGeschütz 40 allemand, 1941, 75 mm : pour les parachutistes.
- 10,5-cm LeichtGeschütz 40 (en) allemand, 1942, 105 mm : sur le front de l'Est.
- 10,5-cm LeichtGeschütz 42 (en) allemand, 1942, 105 mm sur le front de l'Est. N'a pas à voir avec le 10,5-cm 40 (le fabricant est différent) mais avec le 7,5 cm.
- Canon sans recul M20 (en) américain, 1945, 75 mm : pas très puissant.
- Canon sans recul M27 américain, 1950, 105 mm : produit dans l'urgence pour la guerre de Corée, remplacé par le M40.
- Canons sans recul BAT (en) britannique, 1953, 120 mm : trois versions L2 BAT, L4 MoBAT (toutes deux pouvant être converties en L7 ConBAT) et L6 WOMBAT. Remplacés progressivement par des missiles.
- Canon sans recul B-10 soviétique, 1954, 82 mm.
- Canon sans recul B-11 soviétique, 1954, 107 mm.
- Canon sans recul M40 américain, milieu des années 1950, 106 mm : largement diffusée et encore en service, montable sur des Jeeps et autres véhicules légers y compris des embarcations.
- Davy Crockett américain, 1956, 10 à 20 t équivalent en TNT : pour arme nucléaire tactique.
- 95 S 58-61 (en) finnois, 1958, 95 mm.
- Pansarvärnspjäs 1110 suédois, 1960, 90 mm.
- Canon sans recul M60 (en) yougoslave, années 1960, 82 mm. Peut tirer un projectile à roquette pour une portée additionnelle.
- Canon sans recul Model 1968 et 1974 (en) argentins, 1968, 105 mm.

### Systèmes d'armes terrestres

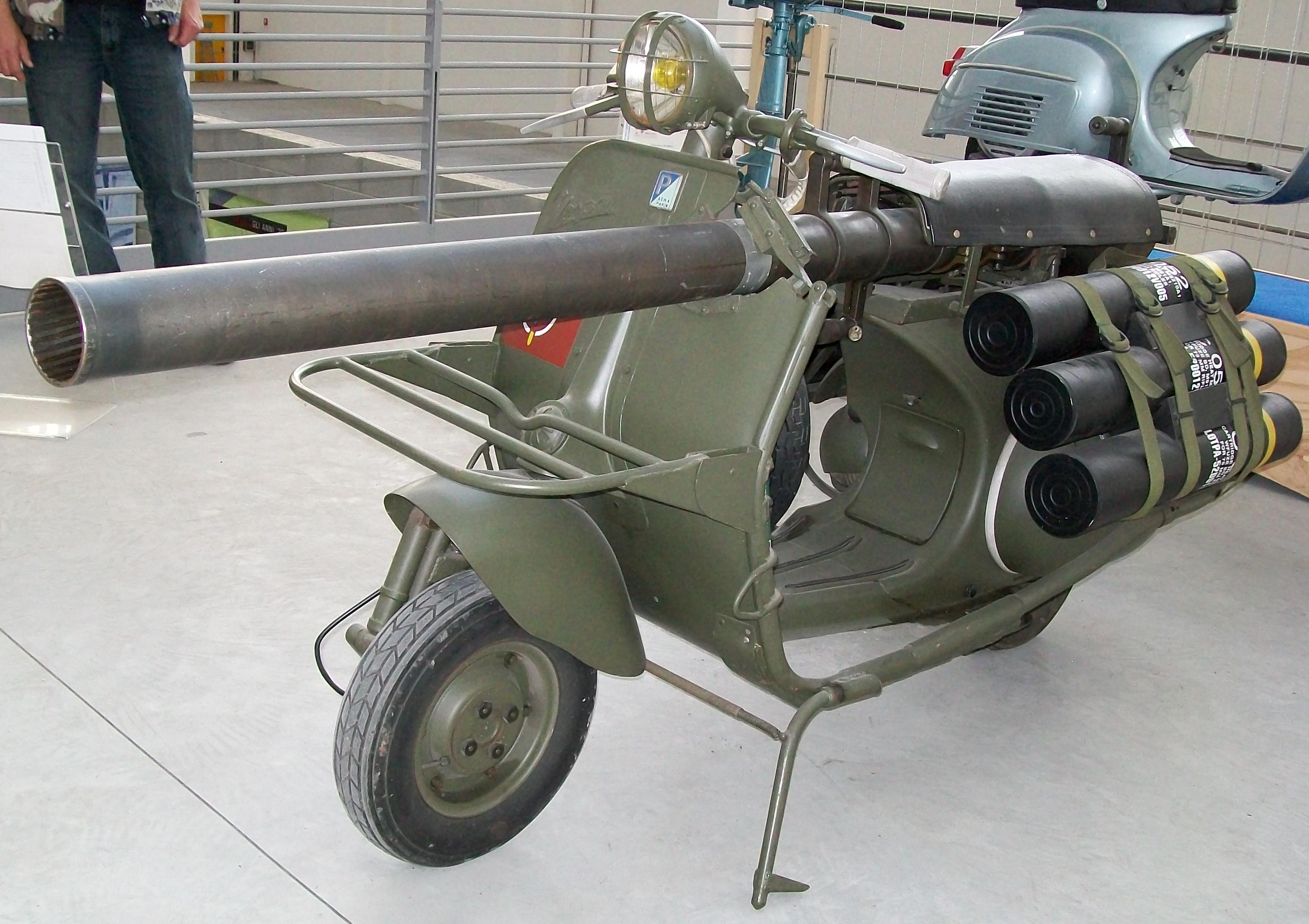
Vespa 150 TAP.

- T-26 (BPK) (en) soviétique, 1934 : prototype char T-26 avec un canon sans recul de 76,2 mm. Un des nombreux projets de Leonid Kurchevsky (en) dont aucun ne fut retenu.
- un M40 sur 4x4 légers américains : Willys M38A1C (en) du milieu des années 1950, M151A1C de la fin des années 1960 et M825 (en) des années 1970. Monté aussi sur le M274 Mechanical Mule de la fin des années 1950.
- Vespa 150 TAP français, 1956 : canon sans recul M20 de 75 mm transporté sur un scooter Vespa, parachutable. Utilisé pendant la guerre d'Algérie.
- ELC EVEN canons sans recul : prototype d'engin chenillé léger dérivé de l'Engin léger de combat de 1955 et équipé de 4 canons sans recul Brandt de calibre 120 mm.
- M50 Ontos américain, 1956 : blindé léger aéroporté doté de 6 canons sans recul M40 de 106 mm, il connut son heure de gloire à la bataille de Huế.
- Type 60 106 mm japonais, 1959 : blindé léger doté de 2 canons sans recul M40 de 106 mm. En service jusqu'en 2008.
- FMC XR311 américain, 1969 : prototype de 4x4 léger avec 6 canons sans recul M40 de 106 mm.

### Armes aériennes
Essentiellement des tentatives allemandes de suppléer l'absence de guidage par la détection automatique mais elles ne se sont pas révélées concluantes car de portée très courte.
- Davis gun (en) américain, 1910, 40 à 76,2 mm selon les versions : le premier canon sans recul en service, sur avions contre les Zeppelin et sous-marins. Son utilisation au combat reste sujette à caution.
- Sondergerät SG104 "Münchhausen" allemand, 1941, 355,6 mm : prototype non satisfaisant (le souffle du coup endommageant la dérive de l'avion lors d'essais au sol), sur bombardier contre les navires.
- Sondergerät SG 113 Förstersonde allemand, 1944, 2 × 2 × 77 mm : prototype sur avion (Fw 190) contre les chars, à déclenchement automatique lors de vols en rase-motte, et 1 × 6 × 77 mm : prototype sur avion (Hs 129) contre les chars, à déclenchement automatique lors de vols en rase-motte.
- Sondergerät SG 116 Prototype équipé en série de 3 sur des FW 190 pour la destruction de bomardier.3 × 30 mm : prototypes sur avion (Fw 190) contre les bombardiers, Schräge Musik à déclenchement automatique. Efficacité inconnue.
- Sondergerät SG 500 Jägerfaust (en) allemand, 1945, 2 × 5 × 50 mm : deux prototypes sur avion (Me 163, prévu aussi sur Fw 190) contre les bombardiers, Schräge Musik à déclenchement automatique. Aurait abattu un avion britannique.
- Rheinmetall RMK30 (en) allemand, 2001, canon automatique (cas unique pour une arme sans recul) de 30 mm : prototype d'arme air-sol pour l'hélicoptère Tigre. Pour la petite histoire Rheinmetall était déjà le producteur du Sondergerät SG 116 de même calibre.